# Kulturstiftung der deutschen Vertriebenen

Logo der Kulturstiftung der deutschen Vertriebenen

Die Kulturstiftung der deutschen Vertriebenen für Wissenschaft und Forschung hat als überregionale Kultureinrichtung aller Vertriebenen seit der Gründung im Jahre 1974 die Aufgabe, im Sinne des § 96 BVFG das vielfältige Kulturgut der Vertreibungsgebiete im Bewusstsein der Deutschen und des Auslands lebendig zu erhalten und das in seiner Tradition stehende kulturelle Schaffen zu fördern. Vorsitzender ist Ernst Gierlich, stellvertretender Vorsitzender ist Manfred Kittel.
Die Kulturstiftung der deutschen Vertriebenen verwirklicht ihre Aufgaben in enger Zusammenarbeit mit universitären Einrichtungen, Institutionen und einzelnen Wissenschaftlern in Deutschland sowie den Nachbarländern im östlichen Europa. Sie analysiert Stand und Entwicklung der Beziehungen zwischen der Bundesrepublik Deutschland und den Staaten des östlichen Europa und bietet den Vertriebenen und der gesamten Öffentlichkeit entsprechende Informationen. Seit 2020 kamen „Dienstleistungen“ für Einrichtungen der eigenständigen Kulturarbeit hinzu.

## Aktivitäten
Zu den Arbeitsfeldern der Kulturstiftung gehören:
- Durchführung von Symposien und Veranstaltungen in den Bereichen Staats- und Völkerrecht, Geschichte/Zeitgeschichte, Kunstgeschichte und Literaturgeschichte, die in Abstimmung mit bestehenden wissenschaftlichen Einrichtungen unter Ansprache und Einbeziehung des wissenschaftlichen Nachwuchses dazu beitragen, neue Forschungsvorhaben anzustoßen, die Thematik in der Wissenschaft weiter zu befördern, bürgerschaftliches Engagement zu wecken und insbesondere an bestehende wissenschaftliche Strukturen heranzuführen.
- Unterstützung einer eigenverantwortlichen und selbstbestimmten Kulturarbeit der Einrichtungen der Vertriebenen in Form der fachlichen Beratung bei der Themenfindung, bei Förderanträgen und Projektdurchführungen.
- Unterstützung und fachliche Beratung der Betreiber der historischen ostdeutschen Heimatsammlungen
- Unterstützung der Anbahnung von Kooperationen und Vernetzungen mit fachlichen und wissenschaftlichen Einrichtungen des § 96 BVFG-Förderbereichs auch zur Beförderung des bürgerschaftlichen Engagements in diesem Bereich, so unter anderem Veranstaltung von Begegnungstagungen mit anderen Trägern der Kulturarbeit der Vertriebenen, zum Beispiel auch der Landsmannschaften.
- Hilfestellung bei der Öffentlichkeitsarbeit der Einrichtungen der Vertriebenen im Hinblick auf ihre Kulturarbeit
- Kooperation mit den deutschen Minderheiten im östlichen Europa, insbesondere in den Bereichen Geschichte, Kunstgeschichte und Literatur; fächerübergreifende Hilfestellung bei der Vermittlung von Kontakten zu Einrichtungen in Deutschland, bei der Organisation von Tagungen, der Vermittlung von Referenten; „Scharnier-Funktion“ als Ansprechpartner der Arbeitsgemeinschaft Deutscher Minderheiten (AGDM).[5]
- Publikation der Arbeitsergebnisse im Eigenverlag und bei kooperierenden Fremdverlagen. Als Reihen bestehen: Staats- und völkerrechtliche Abhandlungen der Studiengruppe für Politik und Völkerrecht, Historische Forschungen, Literarische Landschaften, Kunsthistorische Arbeiten. Die „Historischen ostdeutschen Gedenktage – Persönlichkeiten und historische Ereignisse“ bieten jährlich Kurzbiographien, Werk- und Literaturverzeichnisse von Persönlichkeiten, die aus den historischen deutschen Ost- und Siedlungsgebieten stammten oder dort ihre Wirkungsstätte hatten und deren Namen Bestandteil ostdeutscher Geschichte geworden sind. Sie stellen zudem für diesen Raum prägende Ereignisse vor.

## Organisation
Die Kulturstiftung ist eine rechtsfähige Stiftung des bürgerlichen Rechts. Ihr Haushalt wird aus Zuwendungen der Öffentlichen Hand, Buchverkäufen, Mitgliedsbeiträgen und Spenden finanziert. In steuerlicher Hinsicht gilt sie als gemeinnützig. Der Sitz der Stiftung ist in Stuttgart, die Geschäftsstelle befindet sich in Bonn (Godesberger Allee 72–74). Der Geschäftsführer ist Thomas Konhäuser. Stiftungsorgane der Kulturstiftung der deutschen Vertriebenen sind der Vorstand und das Kuratorium. Außerdem existiert ein Wissenschaftlicher Beirat.

## Bekannte Mitglieder
- Dieter Blumenwitz erstellte 1997 im Auftrag der Kulturstiftung der deutschen Vertriebenen sein Buch Internationale Schutzmechanismen zur Durchsetzung von Minderheiten und Volksgruppenrechten.
- Herbert Czaja, von 1974 bis zu seinem Tod 1997 Vorsitzender des Kuratoriums
- Christof Dahm, von 1991 bis 2000 Referent für Zeitgeschichte, Kirchengeschichte und Politische Wissenschaften
- Bernd Fabritius, Präsident des Bundes der Vertriebenen, Mitglied des Kuratorium
- Gilbert Gornig, Leiter der mit der Kulturstiftung der deutschen Vertriebenen verbundenen Studiengruppe für Politik und Völkerrecht
- Wilhelm von Gottberg, von 1995 bis 2009 Mitglied des Kuratoriums
- Roswitha Wisniewski, von 1986 bis 1993 Mitglied im Wissenschaftlichen Beirat[9]
- Manfred Zeidler arbeitete von 1989 bis 1992 an einem von der Kulturstiftung getragenen Projekt über die Rote Armee in Ostdeutschland.
- Stephan Rauhut (Bundesvorsitzender Landsmannschaft Schlesien), Kuratoriumsvorsitzender 2020–2022

## Förderung
Die Stiftung wurde vom Bund institutionell gefördert, diese Förderung wurde eingestellt.